# 김형효
김형효(1940년 3월 16일~2018년 2월 24일): 철학자, 교육자(교수).

김형효는 대한민국의 대표적인 철학자이자 정치인이며, 서강대학교와 한국학중앙연구원에서 오랫동안 교수로 재직하며 학문과 교육에 헌신했다. 김형효 교수는 한국 철학계에서 독자적인 사유 체계를 구축한 철학자이자 교육자로, 동서양 철학을 통합하는 깊은 통찰과 실천적 삶으로 주목받았다. 또한, 불교적 해안이 깊어서 스스로 자신을 머리 안깎은 중이라고 말하기도 했다. '원효의 대승철학'을 저술했으며, 하이데거와 불교를 비교하는 연구를 하며 책을 여러 권 쓰기도 했다.
'학술교육분야' 전국구국회의원으로 당선 되었으나, 선거에 의해서 당선되는 것이 아나라 전공분야 별로 임명된 것이었으며, 엄격히 말하자면 김형효 교수는 정치인이 아니었다. 나라 사랑 일념으로 전국구 국회의원 직을 받아들였을 뿐이었다.

## 출생과 학력
1940년 3월 16일, 경상남도 의령군에서 김기권과 합천 이씨 이복순 사이에서 6남매 중 둘째 아들로 태어났다. 학창 시절은 마산중학교와 마산고등학교에서 보냈고, 이후 서울대학교 문리과대학 문학부 철학과를 졸업했다. 유학길에 올라 벨기에 루뱅 가톨릭대학교 철학최고연구원에서 석사학위를 받은 후, 1968년 같은 기관에서 철학박사 학위를 취득하였다.

## 학계 경력
김형효 교수는 공군사관학교 조교수로 교육 활동을 시작했으며, 이후 서강대학교 철학과에서 부교수로 재직했다. 한국정신문화연구원(현 한국학중앙연구원)으로 자리를 옮긴 후에는 한국학대학원의 교수 및 대학원장을 역임하였고, 같은 기관에서 부원장직도 맡았다. 나중에는 서강대학교에서 석좌교수로 활동하며 후학 양성에 힘썼다.
또한 그는 벨기에 루뱅대학교 철학최고연구원에서 연구교수로도 근무한 바 있으며, 한국학중앙연구원 명예교수로서도 활동을 이어갔다.

## 철학과 수행의 통합
김형효 교수는 학문적 연구를 넘어, 철학을 실천적 수행과 결합한 인물로 평가받는다. 그는 불교에 대한 깊은 이해를 바탕으로 좌선(坐禪)을 실천하며, 철학과 선(禪)을 통합하려는 노력을 기울였다. 이러한 접근은 그를 철학자이자 선사(禪師)로 불리게 했다.

## 철학적 사유의 특징
김형효 교수의 철학은 다음과 같은 특징을 지닌다. 

동서양 철학의 융합: 그는 서양 철학자들의 사상을 한국적 맥락에서 재해석하며, 동양과 서양의 철학을 통합하려는 시도를 했다.

한국인의 심리와 철학: 그는 한국인의 심리적 이중성에 주목하며, 순수성과 신바람이 결합될 때 종교적 열정이 발생한다고 분석했다.

실천적 철학: 그는 철학을 이론으로 그치는 것이 아니라, 삶 속에서 실천해야 하는 것으로 보았다. 이는 그의 좌선 수행과도 연결된다.

## 철학과 삶의 일치
김형효 교수는 철학자이자 교육자로서의 활동 외에도,1985년 민정당에서 제12대 학술교육분야 전국구 국회의원 직을 임명 받아, 국회에서 철학적 통찰을 바탕으로 정치적으로 기여했다.
이렇듯, 김형효 선생은 철학을 삶과 분리된 학문이 아닌, 실천과 수행을 통해 구현해야 하는 것으로 보았다. 그의 이러한 접근은 한국 철학계에 깊은 영향을 미쳤으며, 오늘날에도 그의 사상은 많은 이들에게 영감을 주고 있다.

## 수상
제10회 열암학술상
제7회 율곡학술상
제19회 서우철학상
제1회 원효학술상

## 저술
『理性과 現實』박영사, 1974

『평화를 위한 철학』물결사, 1976

『현실에의 철학적 접근』물결사, 1976

『한국사상산고』일지사, 1976

『문학과 인간(공저)』성바오로, 1981

『한국정신사의 현재적 인식』고려원, 1985

『동서철학에 대한 주체적 기록』고려원, 1985

『구조주의의 사유체계와 사상』인간사랑, 1989

『가브리엘 마르셀의 구체철학과 여정의 형이상학』인간사랑, 1990

『맹자와 순자의 철학사상』삼지원, 1990

『베르그송의 철학』민음사, 1991

『악이란 무엇인가(공저)』도서출판 창, 1992

『현대사상의 경향(공저)』정문연, 1992

『데리다의 해체철학』민음사, 1993

『언어 문화 그리고 인간(공저)』고려원, 1993

『한국문화의 진단과 21세기(공저)』정문연, 1994

『원효의 사상과 그 현대적 의미(공저)』정문연, 1994

『데리다와 노장의 독법』정문연, 1994

『율곡의 사상과 그 현대적 의(공저)』정문연, 1995

『메를로-퐁티와 애매성의 철학』철학과 현실, 1996

『지눌의 사상과 그 현대적 의미(공저)』정문연, 1996

『퇴계의 사상과 그 현대적 의미(공저)』정문연, 1997

『다산의 사상과 그 현대적 의미(공저)』정문연, 1998

『노장 사상의 해체적 독법』청계출판사, 1999

『원효에서 다산까지』청계, 2000

『민본주의를 넘어서(공저)』청계, 2000

『하이데거와 마음의 철학』청계, 2001

『하이데거와 화엄의 사유』청계, 2002

『물학, 심학, 실학』청계, 2003

『철학적 사유와 진리에 대하여(전2권)』청계, 2004

『사유하는 도덕경』소나무, 2004

『원효의 대승철학』소나무, 2006

『마음혁명』살림, 2007

『김형효의 철학편력 3부작(철학 나그네, 사유 나그네, 마음 나그네)』소나무, 2010

『김형효 철학전작1~5』소나무, 2015